# Morne Seychellois
Morne Seychellois – szczyt na wyspie Mahé, w archipelagu Seszeli. Jest to najwyższy szczyt wyspy oraz najwyższy punkt Seszeli.